# 微尾砂鰩
微尾砂鰩（學名：Psammobatis parvacauda），為軟骨魚綱鰩目單鰭鰩科砂鰩屬的一種，分布於西南大西洋阿根廷海域，深度可達120公尺，體長可達35.9公分，棲息在軟底質海域，為底棲性魚類，屬肉食性，卵生, 卵囊為長方形具有僵硬的觸角，生活習性不明。